# ميس برترواني
ميس برترواني (الاسم العلمي:Celtis berteroana) هو نوع من النباتات يتبع جنس الميس من الفصيلة القنبية.